# Distretto di Söğütlü
Il distretto di Söğütlü (in turco Söğütlü ilçesi) è uno dei distretti della provincia di Sakarya, in Turchia.